# Уортон (округ)
Округ Уо́ртон (англ. Wharton) — округ штата Техас Соединённых Штатов Америки. На 2000 год в нем проживало 41 188 человек. По оценке бюро переписи населения США в 2009 году население округа составляло 41 000 человек. Окружным центром является город Уортон.

## История
Округ Уортон был сформирован в 1846 году. Он был назван в честь Уильяма Харриса Уортона и Джона Остина Уортона, техасских революционеров.

## География
По данным бюро переписи населения США площадь округа Уортон составляет 2835 км², из которых 2823 км² — суша, а 12 км² — водная поверхность (0,39 %).

### Основные шоссе
- Шоссе 59
- Дублирующее шоссе 90
- Автострада 60
- Автострада 71

### Соседние округа
- Остин  (север)
- Форт-Бенд  (северо-восток)
- Бразория  (восток)
- Матагорда  (юго-восток)
- Джэксон  (юго-запад)
- Колорадо  (северо-запад)